# Ало (округ)

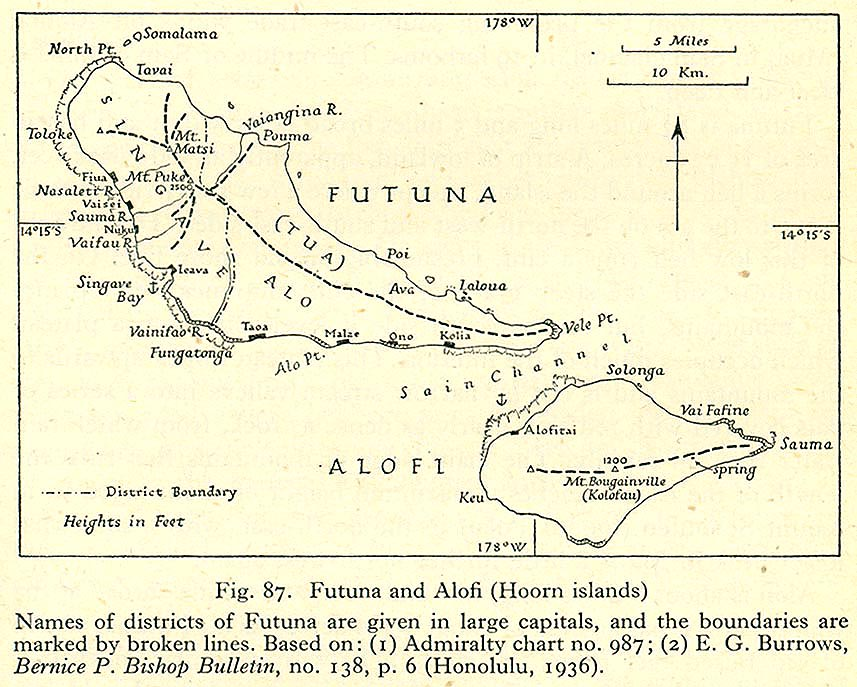
Округ Ало на карте группы островов Хорн

Ало (неофициальное название — Туа; фр. Alo) — один из 3-х административных округов заморской общины Франции территории островов Уоллис и Футуна.
Традиционно называется Королевство Ало.
В состав округа Ало входит восточная часть острова Футуна и практически безлюдный остров Алофи из группы островов Хорн.
Общая площадь округа — 85 км². Население — 2156 чел. (2013). Административный центр округа Малае, в котором проживает 192 человек (2013).
Остальные населенные пункты округа:
- Оно (537 чел.),
- Таоа (531),
- Колиа (309),
- Веле (211),
- Пои (190),
- Тамана (183),
- Туатафа (2),
- Ава,
- Факаки,
- Фикави,
- Капау,
- Колопелу,
- Мули,
- Олу,
- Туфуоне.
- Алофитаи — 1 человек.